# Sköna hits
Sköna hits var en närradiostation i Sundsvall. Stationen startade den 29 oktober 2005 och riktade in sig på att spela lugn musik. Man hade även som målsättning att ha en viss lokal förankring. Detta ville man uppnå bland annat igenom lokala reportage och hälsningar. Från början hade man planerat att ge stationen namnet ”Lugna Hits”, vilket MTG Radio ansåg vara för likt namnet på deras station Lugna Favoriter. Efter ett antal turer beslöt man sig slutligen för att stationen skulle få namnet "Sköna hits" istället. Stationen delade frekvens med Sundsvalls närradio och hade ungefär 90 % av all sändningstid måndag-fredag. 31 januari 2006 upphörde stationens sändningar.

## Frekvens
- 89,7 MHz (Sundsvall)